# Кейтсбридж
Кейтсбридж (на английски: Katesbridge) е малко населено място в графство Даун, Северна Ирландия. Намира се на 7 километра на север от Ратфриланд. Река Бан минава край населеното място. Според преброяването от 2011 година в него живеят 144 души.
Селцето е кръстено на Кейт Маккей, която е родена в Балирони в 1691 г. след което отива да живее при баба си, която е собственик на къщата, където работниците се подслоняват при изграждането на моста през 18 век. Благодарение на добротата на Кейт, работниците назовават моста на нейно име и покрай него и селцето става известно като Кейтсбридж (Kate's bridge – мостът на Кейт).